# Cyprinodon
Cyprinodon is een geslacht van straalvinnige vissen uit de familie van eierleggende tandkarpers (Cyprinodontidae).
Het geslacht is voor het eerst wetenschappelijk beschreven in 1803 door Bernard Germain de Lacépède (ex Bosc).

## Soorten
- Cyprinodon albivelis Minckley & Miller, 2002
- Cyprinodon alvarezi Miller, 1976
- Cyprinodon arcuatus Minckley & Miller, 2002
- Cyprinodon artifrons Hubbs, 1936
- Cyprinodon atrorus Miller, 1968
- Cyprinodon beltrani Álvarez, 1949
- Cyprinodon bifasciatus Miller, 1968
- Cyprinodon bobmilleri Lozano-Vilano & Contreras-Balderas, 1999
- Cyprinodon bondi Myers, 1935
- Cyprinodon bovinus Baird & Girard, 1853
- Cyprinodon brontotheroides
- Cyprinodon ceciliae Lozano-Vilano & Contreras-Balderas, 1993
- Cyprinodon dearborni Meek, 1909
- Cyprinodon desquamator
- Cyprinodon diabolis Wales, 1930 – Devil's hole-tandkarper
- Cyprinodon elegans Baird & Girard, 1853
- Cyprinodon eremus Miller & Fuiman, 1987
- Cyprinodon esconditus Strecker, 2002
- Cyprinodon eximius Girard, 1859
- Cyprinodon fontinalis Smith & Miller, 1980
- Cyprinodon higuey Rodriguez & Smith, 1990
- Cyprinodon hubbsi Carr, 1936
- Cyprinodon inmemoriam Lozano-Vilano & Contreras-Balderas, 1993
- Cyprinodon julimes De la Maza-Benignos & Vela-Valladores, 2009
- Cyprinodon labiosus Humphries & Miller, 1981
- Cyprinodon laciniatus Hubbs & Miller, 1942
- Cyprinodon latifasciatus Garman, 1881
- Cyprinodon longidorsalis Lozano-Vilano & Contreras-Balderas, 1993
- Cyprinodon macrolepis Miller, 1976
- Cyprinodon macularius Baird & Girard, 1853
- Cyprinodon maya Humphries & Miller, 1981
- Cyprinodon meeki Miller, 1976
- Cyprinodon nazas Miller, 1976
- Cyprinodon nevadensis 
  - Cyprinodon nevadensis nevadensis Eigenmann & Eigenmann, 1889
  - Cyprinodon nevadensis amargosae Miller, 1948
  - Cyprinodon nevadensis calidae Miller, 1948
  - Cyprinodon nevadensis mionectes Miller, 1948
  - Cyprinodon nevadensis pectoralis Miller, 1948
  - Cyprinodon nevadensis shoshone Miller, 1948
- Cyprinodon nichollsi Smith, 1989
- Cyprinodon pachycephalus Minckley & Minckley, 1986
- Cyprinodon pecosensis Echelle & Echelle, 1978
- Cyprinodon pisteri Miller & Minckley, 2002
- Cyprinodon radiosus Miller, 1948
- Cyprinodon riverendi (Poey, 1860)
- Cyprinodon rubrofluviatilis Fowler, 1916
- Cyprinodon salinus 
  - Cyprinodon salinus milleri LaBounty & Deacon, 1972
  - Cyprinodon salinus salinus Miller, 1943
- Cyprinodon salvadori Lozano-Vilano, 2002
- Cyprinodon simus Humphries & Miller, 1981
- Cyprinodon suavium Strecker, 2005
- Cyprinodon tularosa Miller & Echelle, 1975
- Cyprinodon variegatus 
  - Cyprinodon variegatus baconi Breder, 1932
  - Cyprinodon variegatus ovinus (Mitchill, 1815)
  - Cyprinodon variegatus variegatus Lacepède, 1803
- Cyprinodon verecundus Humphries, 1984
- Cyprinodon veronicae Lozano-Vilano & Contreras-Balderas, 1993